# XX Premis Iris
Els XX Premis Iris foren entregats per l'Acadèmia de les Ciències i les Arts de Televisió d'Espanya el 23 d'octubre de 2018.
La cerimònia d'entrega va tenir lloc als cinemes Kinépolis i fou presentada per Boris Izaguirre. La cerimònia d'entrega es van emetre en directe per la pàgina web i el twitter de l'Acadèmia de les Ciències i les Arts de Televisió d'Espanya. La cadena Antena 3 i la sèrie Fariña foren els més guardonats de la nit.

## Premiats i nominats
| Categoria                                              | Persona                                         | Sèrie/Programa                            | Cadena            | Resultat    |
| ------------------------------------------------------ | ----------------------------------------------- | ----------------------------------------- | ----------------- | ----------- |
| Actor                                                  | Javier Rey                                      | Fariña                                    | Antena 3          | Guanyador   |
| Actor                                                  | Ginés García Millán                             | la verdad                                 | Telecinco         | Nominat     |
| Actor                                                  | Jaime Blanch                                    | El Ministerio del Tiempo                  | La 1              | Nominat     |
| Actor                                                  | Javier Gutiérrez                                | Estoy vivo                                | La 1              | Nominat     |
| Actor                                                  | Oriol Pla                                       | El día de mañana                          | #0                | Nominat     |
| Actor                                                  | Quim Gutiérrez                                  | El accidente                              | Telecinco         | Nominat     |
| Actriu                                                 | Úrsula Corberó                                  | La casa de papel                          | Antena 3          | Guanyadora  |
| Actriu                                                 | Alba Flores                                     | Vis a vis                                 | FOX Espanya       | Nominada    |
| Actriu                                                 | Aura Garrido                                    | El día de mañana                          | #0                | Nominada    |
| Actriu                                                 | Inma Cuesta                                     | El accidente                              | Telecinco         | Nominada    |
| Actriu                                                 | Michelle Jenner                                 | La catedral del mar                       | Antena 3          | Nominada    |
| Actriu                                                 | Patricia López Arnaiz                           | La otra mirada                            | La 1              | Nominada    |
| Presentador/a d'informatius                            | Vicente Vallés                                  | Antena 3 Noticias                         | Antena 3          | Guanyador   |
| Presentador/a d'informatius                            | Antonio García Ferreras                         | Al rojo vivo                              | LaSexta           | Nominat     |
| Presentador/a d'informatius                            | Lourdes Maldonado                               | Telenoticias                              | Telemadrid        | Nominada    |
| Presentador/a d'informatius                            | Mònica López i Moyano                           | El Tiempo                                 | La 1              | Nominada    |
| Presentador/a d'informatius                            | Sandra Golpe                                    | Antena 3 Noticias                         | Antena 3          | Nominada    |
| Presentador/a de programes                             | Roberto Leal                                    | Operación Triunfo                         | La 1              | Guanyador   |
| Presentador/a de programes                             | Alberto Chicote                                 | Pesadilla en la cocina                    | LaSexta           | Nominat     |
| Presentador/a de programes                             | David Broncano                                  | La resistencia                            | #0                | Nominat     |
| Presentador/a de programes                             | Iñaki López                                     | La Sexta noche                            | LaSexta           | Nominat     |
| Presentador/a de programes                             | Lara Álvarez                                    | Supervivientes                            | Telecinco         | Nominada    |
| Presentador/a de programes                             | Raquel Sánchez Silva                            | Maestros de la costura                    | La 1              | Nominada    |
| Presentador/a de programes                             | Susanna Griso                                   | Espejo público                            | Antena 3          | Nominada    |
| Direcció                                               | Carlos Sedes i Jorge Torregrosa                 | Fariña                                    | Antena 3          | Guanyadores |
| Direcció                                               | Patricia Fernández i Hugo Tomás                 | MasterChef                                | La 1              | Nominats    |
| Direcció                                               | -                                               | Supervivientes                            | Telecinco         | Nominats    |
| Direcció                                               | -                                               | Vis a vis                                 | Antena 3          | Nominats    |
| Direcció                                               | Joanna Pardos                                   | Radio Ga-ga                               | #0                | Nominada    |
| Direcció                                               | Mariano Barroso                                 | El día de mañana                          | #0                | Nominat     |
| Guió                                                   | -                                               | Fariña                                    | Antena 3          | Guanyadores |
| Guió                                                   | -                                               | Estoy vivo                                | La 1              | Nominats    |
| Guió                                                   | -                                               | El intermedio                             | LaSexta           | Nominats    |
| Guió                                                   | -                                               | Zapeando                                  | LaSexta           | Nominats    |
| Guió                                                   | -                                               | El accidente                              | Telecinco         | Nominats    |
| Guió                                                   | -                                               | El día de mañana                          | #0                | Nominats    |
| Realització                                            | Juan Carlos Carrasco i Luis Cachón              | MasterChef                                | La 1              | Guanyadores |
| Realització                                            | -                                               | Fama, ¡a bailar!                          | #0                | Nominats    |
| Realització                                            | Joan Carles García Flores                       | Late motiv                                | #0                | Nominat     |
| Realització                                            | María Zarazúa                                   | Zapeando                                  | LaSexta           | Nominada    |
| Realització                                            | Seli Martínez                                   | Mi casa es la tuya                        | Telecinco         | Nominada    |
| Realització                                            | Mónica Artigas San José                         | Ninja Warrior                             | Antena 3          | Nominada    |
| Producció                                              | Jaume Banacolocha i Joan Bas                    | La catedral del mar                       | Antena 3          | Guanyadores |
| Producció                                              | Belén Giménez, Daniel Gariboti i Ramon Pellicer | Conquistadores: Adventum                  | #0                | Nominats    |
| Producció                                              | Elena Hortelano                                 | Al rojo vivo                              | LaSexta           | Nominada    |
| Producció                                              | Macarena Rey i Begoña Rumeu                     | Maestros de la costura                    | La 1              | Nominadas   |
| Producció                                              | -                                               | Supervivientes                            | Telecinco         | Nominats    |
| Producció                                              | -                                               | La otra mirada                            | La 1              | Nominats    |
| Producció                                              | Pablo Motos i Jorge Salvador                    | El Hormiguero                             | Antena 3          | Nominats    |
| Ficció                                                 | -                                               | Fariña                                    | Antena 3          | Guanyador   |
| Ficció                                                 | -                                               | El accidente                              | Telecinco         | Nominat     |
| Ficció                                                 | -                                               | El día de mañana                          | #0                | Nominat     |
| Ficció                                                 | -                                               | Estoy vivo                                | La 1              | Nominat     |
| Ficció                                                 | -                                               | La casa de papel                          | Antena 3          | Nominat     |
| Ficció                                                 | -                                               | Paquita Salas                             | Netflix           | Nominat     |
| Programa                                               | -                                               | Operación Triunfo                         | La 1              | Guanyador   |
| Programa                                               | -                                               | ¡Boom!                                    | Antena 3          | Nominat     |
| Programa                                               | -                                               | Eso no se pregunta                        | Telemadrid        | Nominat     |
| Programa                                               | -                                               | First Dates                               | Cuatro            | Nominat     |
| Programa                                               | -                                               | MasterChef                                | La 1              | Nominat     |
| Programa                                               | -                                               | Supervivientes                            | Telecinco         | Nominat     |
| Programa                                               | -                                               | Zapeando                                  | Antena 3          | Nominat     |
| Informatiu                                             | -                                               | Al rojo vivo                              | LaSexta           | Guanyador   |
| Informatiu                                             | -                                               | Antena 3 Noticias                         | Antena 3          | Guanyador   |
| Informatiu                                             | -                                               | La 2 Noticias                             | La 2              | Nominat     |
| Informatiu                                             | -                                               | Telediario 2                              | La 1              | Nominat     |
| Millor programa produït a Espanya per un canal temàtic | -                                               | Alaska y Mario                            | Paramount Network | Guanyador   |
| Millor programa produït a Espanya per un canal temàtic | -                                               | Homo Zapping                              | Neox              | Nominat     |
| Millor programa produït a Espanya per un canal temàtic | -                                               | Los años chanantes                        | Comedy Central    | Nominat     |
| Millor programa produït a Espanya per un canal temàtic | -                                               | Pool Fiction                              | #0                | Nominat     |
| Millor programa produït a Espanya per un canal temàtic | -                                               | Yo fui un asesino: El crimen de la catana | DMAX              | Nominat     |

## Premis especials i autonòmics

### Premi a la Trajectòria Jesús Hermida
- Ana Blanco

### Millor Presentador/a de programes autonòmics
- Lourdes Maldonado per Telenoticias 1 (Telemadrid)

### Millor Programa Autonòmic
- 23 disparos (Canal Sur Televisión)

### Accèssit millor programa autonòmic
- Desmontando a Goya d'Aragón TV

### Premi Iris de la Crítica
- Sonia Martínez, Directora de Ficció d'Atresmedia Televisión i directora editorial d'Atresmedia Studios